# アレクサンドル1世 (ロシア皇帝)
アレクサンドル1世（ロシア語: Александр I, ラテン文字転写: Aleksandr I、アレクサンドル・パヴロヴィチ・ロマノフ、ロシア語: Александр Павлович Романов, ラテン文字転写: Aleksandr Pavlovich Romanov、1777年12月23日（ユリウス暦12月12日） - 1825年12月1日（ユリウス暦11月19日））は、ロマノフ朝第10代ロシア皇帝（在位：1801年3月23日 - 1825年12月1日）、初代ポーランド立憲王国国王（アレクサンデル1世、在位：1815年6月9日 - 1825年12月1日）、初代フィンランド大公（アレクサンテリ1世、在位：1809年9月17日 - 1825年12月1日）。
皇帝パーヴェル1世と皇后マリア・フョードロヴナの第1皇子。父帝暗殺後に帝位を継承し、当初は自由主義的改革を志向して開明的な政策をとったが、ナポレオン戦争を経て、治世後半は強権的反動政治に転じた。外交政策では、ナポレオン1世失脚後開かれたウィーン会議で主導的な役割を演じ、以後のヨーロッパにおける君主主義、正統主義的反動体制の確立に尽力した。また、キリスト教倫理観に基づく神聖同盟を結成してヨーロッパ諸国のあらゆる自由主義運動や国民主義運動の弾圧に協力した他、オスマン帝国に対する対イスラム十字軍を目論んだ。アレクサンドル1世の治世中、ロシア帝国はフィンランドとポーランドを獲得した。

## 生涯

### 生い立ち
1777年12月23日、パーヴェル・ペトローヴィチ大公（のちのロシア皇帝パーヴェル1世）とヴュルテンベルク公フリードリヒ・オイゲンの娘マリア・フョードロヴナ（ドイツ名ゾフィー・ドロテア）の第1皇子としてサンクトペテルブルクに生まれる。祖母に当たる女帝エカチェリーナ2世によって、アレクサンドル・ネフスキーにちなんで命名された。
生まれてすぐに、祖母であるエカチェリーナ2世によって両親のいるガッチナ宮殿から引き離され、女帝の手元で養育された。彼の性格と行動は以後の環境と教育によってもたらされたものであると考えられている。エカチェリーナは息子のパーヴェルと折り合いが悪く、彼を廃嫡して皇孫たるアレクサンドルを帝位につけることも念頭にあったと伝えられる。そのため、アレクサンドル自身は祖母と父との間にあって、上手く立ち回る術を身につけた。
後に狡猾かつ偽善的と言われる性格は、こうしてアレクサンドルに施された教育によって一層強くなった。7歳から11年間家庭教師として彼に教育を施したのは、スイス人のジャコバン主義者であったフレデリック・セザール・ド・ラ・アルプであった。ルソーに心酔し、根っからの共和主義者であったラ・アルプの影響によってアレクサンドルは自由主義的傾向を強く持つようになったが、ラ・アルプによる教育は結婚によって中断され、中途半端な理想論を持たせるだけに終わった。
ラ・アルプと並び、傅育官としての礼法と健康を担当した軍人ニコライ・サルトゥイコフ(ru)大佐からは、ロシアの伝統的な皇帝（ツァーリ）専制の原則を叩き込まれた。若い頃のアレクサンドルはフランス革命やポーランドの反乱に同情的であったが、サルトゥイコフによって、毎週金曜日に父パーヴェルの住むガッチナに赴き、閲兵式に臨席し、自ら中隊を指揮した。パーヴェル1世の即位後は、以前の人類愛に対する共感は蔭を潜め、冷笑的かつ曖昧な態度を身につけた。

### 帝位継承
1793年、アレクサンドルはバーデン大公女ルイーズ（結婚後はエリザヴェータ・アレクセーエヴナ）と結婚した。1796年11月エカチェリーナ2世が崩御し、パーヴェル1世が即位した。パーヴェル1世は貴族層を中心に多くの人々の反感を買い、暗殺が計画された。1801年3月11日深夜から翌12日にかけて、ニコライ・パーニン伯、ペテルブルク総督パーレン伯を中心とする近衛連隊がパーヴェル1世の住むミハイロフスキー宮殿に乱入し、皇帝は暗殺された（パーヴェル1世暗殺事件）。
パーヴェル1世暗殺に関して、アレクサンドルの役割については歴史家の間で議論が交わされている。陰謀について事前に計画を知っていた、または決行の日を決めたと言われるが、実際に父帝が殺害されたことに対して非常な衝撃を受けた。アレクサンドルは、罪悪感にさいなまれると同時に父の死を目の当たりにし、また祖父ピョートル3世の非業の死（宮廷クーデター (1762年)）を思い、より慎重になった。1801年3月23日に即位した。

### 治世初期

#### 秘密委員会
帝位に就いたアレクサンドル1世は、早速「自由主義的」な改革に着手した。彼は、非公式の諮問機関として秘密委員会を設立した。この委員会は、アレクサンドルの「若き友人たち」、すなわちパーヴェル・ストロガノフ、ニコライ・ノヴォシリツェフ、ヴィクトル・コチュベイ、アダム・イエジィ・チャルトリスキら、西欧の進歩的啓蒙思想に通じた青年貴族たちによって組織された。
秘密委員会はアレクサンドル1世自身が議長となって、活発な議論が行われた。議論はロシア帝国の改造、すなわち専制から法的秩序の確立のため、憲法を中心とする立憲君主制の導入、農奴制の廃止、教育制度の改革といった問題について討議がなされた。秘密委員会での議論はその多くが空論のまま終わった感があるが、それでもいくつかが具現化された。中央官庁の官制改革が実施され、ピョートル1世によって創設された参議会（コレギア）制は廃止され、代わって外務、陸軍、海軍、内務、大蔵、文部（国民啓蒙）、司法、商務の8省庁が設置された。各省には大臣が置かれ、連絡・調整機関として大臣委員会が組織された。
秘密委員会では農奴解放、土地改革についても議論を繰り広げたが、パーヴェル・ストロガノフの農奴解放推進論は結局、1861年のアレクサンドル2世による農奴解放令を待たなければならなかった。この段階では、1803年2月20日の勅令で領主が自発的に農奴を土地つき、有償で解放し、自由耕作民とするという限定的な内容であった。
アレクサンドル1世と秘密委員会の構想した改革は、貴族層を中心に保守派の反発を招いた。また、彼の「若き友人たち」も現実に直面し、1807年に秘密委員会は解散を余儀なくされた。

#### スペランスキー改革
1801年に開始された立憲制導入を目標とする法制改革、国制改革はミハイル・スペランスキーによって担われることとなった。アレクサンドル1世から改革案作成を命じられたスペランスキーは、極めて大胆な「国家改造」とも呼べる法制改革案を提案した。改革案では基本姿勢として、憲法の制定、皇帝の下での立法・行政・司法の各国家機関の整備、法の支配による立憲君主制の確立が掲げられた。具体的には、皇帝の任命による国家評議会と、間接選挙による国会（ドゥーマ）の設立であった。
しかし、スペランスキーの国制改革案はあまりにも時期尚早であり、アレクサンドル1世のお気に入りの妹で帝位に執着を見せていたエカテリーナ・パーヴロヴナ大公女をはじめ、貴族・官僚層の憤激を買った。スペランスキーへの排斥が激化する中で、アレクサンドル1世は国制改革の推進に躊躇するようになる。また、彼の念頭にはナポレオン・ボナパルトとの関係悪化があった。アレクサンドル1世はナポレオンとの対決に備え、国内における対立に終止符を打つ必要性に迫られた。1812年3月、スペランスキーは国家顧問を解任され、ニジニ・ノヴゴロドに追放された。

### ヨーロッパに対する影響

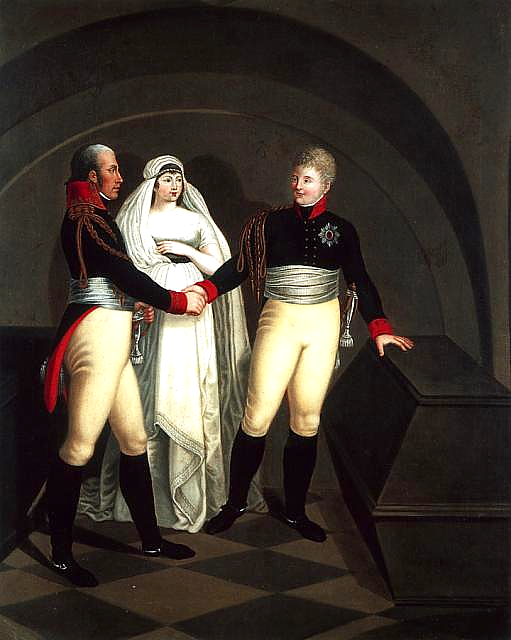
フリードリヒ・ヴィルヘルム3世夫妻とともにフリードリヒ大王の棺を拝むアレクサンドル1世

アレクサンドル1世は、国内政治よりも外交における業績に顕著なものが見られる。事実、彼の壮大な想像力は、ヨーロッパにおける諸問題により強く惹きつけられていた。アレクサンドル1世は即位直後、父帝の中立路線を翻し、1801年にイギリスと同盟した。同時に神聖ローマ皇帝フランツ2世（のちのオーストリア皇帝フランツ1世）と同盟を協議し、さらにプロイセン王フリードリヒ・ヴィルヘルム3世とはメーメル（現在のクライペダ）で同盟を締結した。
こうした各国との同盟の背景にはナポレオン・ボナパルトの存在があった。始めアレクサンドル1世はラ・アルプの影響からナポレオンに対して敬意を示していた。しかし、フランスを訪問したラ・アルプはナポレオンに、軍事独裁者としての片鱗を鋭く見て取り、帰国後アレクサンドルに対して全否定する報告を提出した。このラ・アルプの酷評に加え、1804年にナポレオンの命でブルボン家の王族であるアンギャン公ルイ・アントワーヌが処刑されたことで、アレクサンドルはナポレオンの野心に恐怖を抱くようにすらなっていた。アンギャン公処刑を契機に露仏関係は冷却化し、国交を断絶するに至った。

#### ナポレオン包囲網
1804年12月にフランス皇帝に即位したナポレオンを「ヨーロッパの圧制者、世界の平和の妨害者」として、アレクサンドル1世は1805年にイギリス、オーストリアと第三次対仏大同盟を結んだ。彼が英国に派遣したノヴォシリツェフは、ウィリアム・ピット首相（小ピット）、カスルリー外相に、ナポレオンに対する勝利はフランスを専制者から解放することのみならず、ヨーロッパに平和をもたらす人類の神聖な権利であると説いた。キリストの意志による神の任務を遂行するといった主張には、後の神聖同盟の萌芽が見て取れる。
一方ナポレオンは対仏大同盟の一角を崩すために、ロシアに対してはポーランド人、オスマン帝国、ペルシアと同盟関係を結び、ロシアを牽制した。また、ロシア国内では、皇弟コンスタンチン・パヴロヴィチ大公が対仏大同盟からの離脱を唱えるなど、国内にも反対勢力が形成されたが、ナポレオンを「反キリスト」と見なすアレクサンドル1世の戦意は旺盛であった。

#### 大陸封鎖

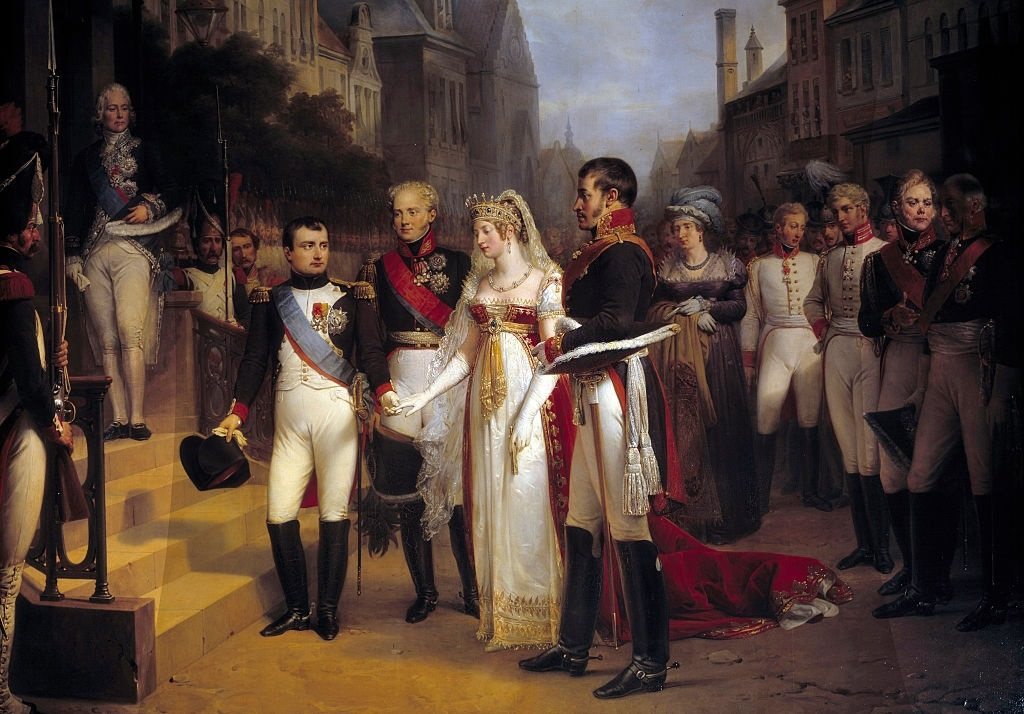
ティルジットの和約の調印に臨むアレクサンドル1世、ナポレオン1世とフリードリヒ・ヴィルヘルム3世夫妻

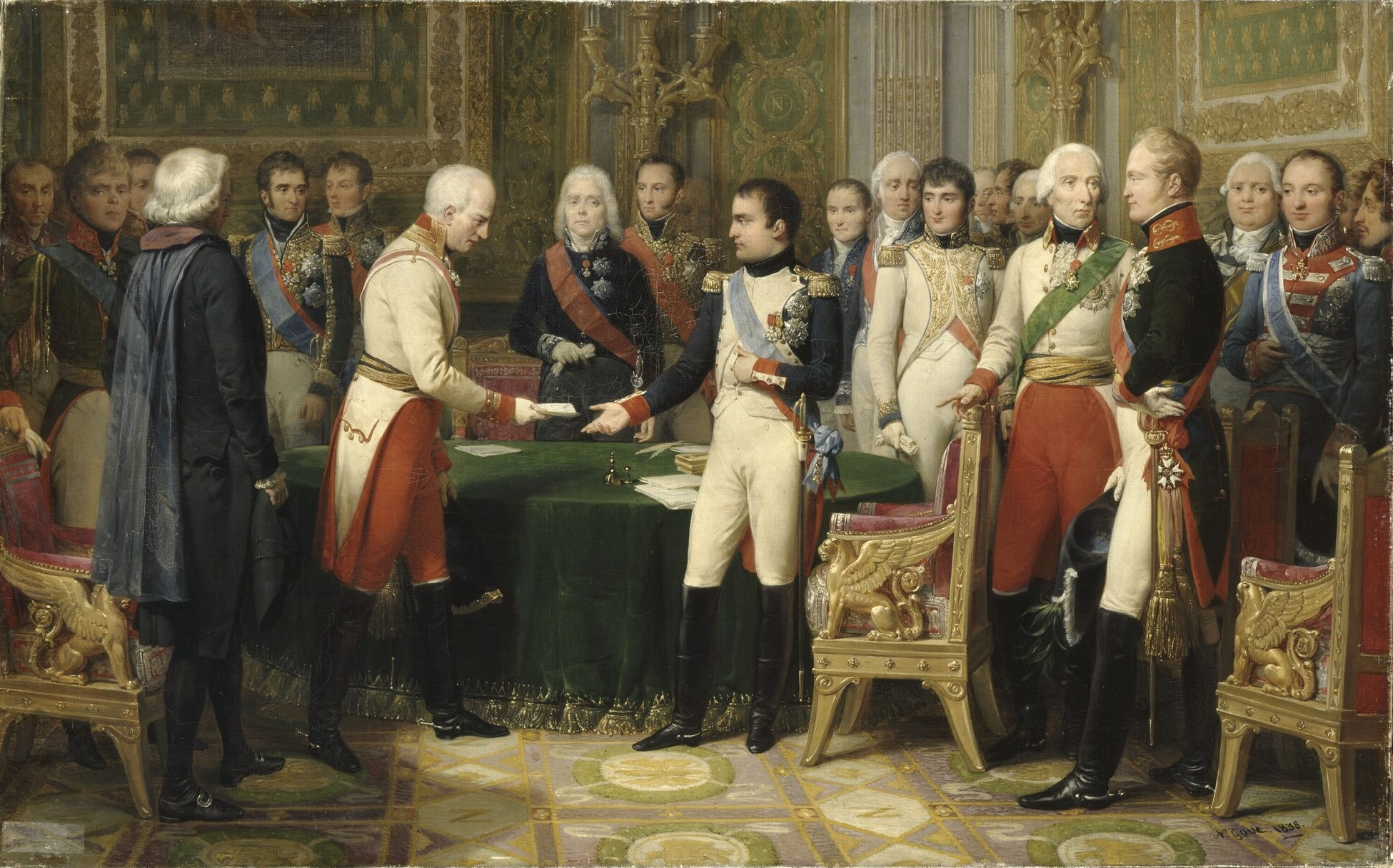
エアフルトの会談に臨むアレクサンドル1世とナポレオン1世

1805年12月2日のアウステルリッツの戦い（三帝会戦）に敗れたアレクサンドル1世は、這々の体でロシアへ逃走した。次いで1807年2月のアイラウの戦い、6月のフリートラントの戦いで敗北したアレクサンドルは、ナポレオンとの間に講和を結ばざるを得なくなった。ここに両者はプロイセン・ロシア国境のネマン川に浮かぶ筏の上で初めて顔を合わせた。7月7日、アレクサンドルはティルジットの和約に合意し、対仏大同盟からロシアを離脱させ、対英経済封鎖網である大陸封鎖令に参加することとなった。ロシアは英国と断交、宣戦布告することとなる（英露戦争）。
一方でナポレオンはアレクサンドル1世にフィンランドを与える約束をしたことから、スウェーデンと戦争（第二次ロシア・スウェーデン戦争）となり、これに勝利して、1809年9月のフレデリクスハムンの和約においてフィンランドを併合する。さらに1806年からトルコと戦争状態に入り、ベッサラビアを併合（1812年）した。
ナポレオンに対して、誠実な同盟者として振る舞っていたアレクサンドル1世であったが、ティルジットでの会見から1年後、1808年10月12日のエルフルトの会談では、同盟を再確認したものの、ナポレオンによって議題として取り上げられたポーランド問題をめぐり、両者の間に緊張状態が拡がることとなった。そもそもロシア国内においてはティルジットの和約に対して「フランス革命の申し子」「コルシカの成り上がり者」「アンチ・キリスト」との同盟に保守層（つまりは貴族）の批判が上がっていた。特にこの時期は上述の通り、スペランスキーによる立憲制導入の試みが行われようとしていた時期でもあり、尚更であった。これに加えて貴族たちは、自分の領地から収穫される農産物をイギリスに対して輸出し、利益を上げていたため、大陸封鎖は経済的な点から言って死活問題でもあった。
ナポレオンはアレクサンドル1世の誠実さを試すために、さらにはボナパルト家と諸王室との血縁・縁組を渇望し、アンナ・パーヴロヴナ大公女との結婚を申し込んだ。アレクサンドルはアンナが当時15歳で年端もいかないことと、皇太后マリア・フョードロヴナの反対を口実にこの申し入れを拒絶した。1809年、ナポレオンはジョゼフィーヌとの離婚と、オーストリア皇女マリー・ルイーズとの婚約を発表した。
さらにこの後、フランス軍はオルデンブルク大公国に進駐した。同大公国にはアレクサンドルの妹エカテリーナが大公妃として嫁いでいたため、露仏間の同盟には決定的な亀裂が走ることとなった。アレクサンドルは、秘密裏にフランスと決裂の時を待ち、軍を動員した。ナポレオンも、ロシアが大陸封鎖令に違反していることを口実に、ロシア遠征の準備を開始し、ワルシャワ公国とプロイセンに大陸軍の集結を開始した。アレクサンドルとナポレオンは再び共には天を戴かぬ関係へと戻った。

#### 祖国戦争
1812年6月24日ナポレオンの率いる総勢69万1500人の大陸軍は、ロシア国境のネマン川を渡河し、ヴィルノに集結し、ロシア領内に侵入した。ロシア軍はこれを迎え撃たず、後退する焦土作戦を採った。アレクサンドル1世は、後退策が消極的であるとの批判が起こると総司令官バルクライ・ド・トーリを解任し、後任にクトゥーゾフ将軍を任命した。クトゥーゾフは、ボロジノの戦いで激突した後は軍を後退させ、9月14日ナポレオンはモスクワに入城した。しかしその夜、モスクワは大火に見舞われた。ナポレオンは撤退を決断し、フランスが誇る大陸軍は退却を開始した。
アレクサンドル1世はモスクワ大火と冬将軍で大陸軍をロシア国内から退去せしめたが、その勢いに乗じて、対仏大同盟を復活させることに成功した。1812年7月18日、フィンランドでスウェーデン王太子に任命されたベルナドットと友好関係を結び、スウェーデンを対仏同盟側へと復活させた。その折りにベルナドットにノルウェーの取得とフランスの王位推戴を約束することで、フィンランドのロシア領は確定する。1813年と1814年の諸国民の戦い（第六次対仏大同盟）に乗じてアレクサンドル1世は軍を進め、パリに入城した。
モスクワ炎上後の様々な出来事は、アレクサンドル1世の精神を昂揚させ、後にドイツ人牧師アイレルトに対して、「モスクワの大火は私の魂を照らし出した。その時、私は初めて神を知ることができ、別人となった」と述べ、「我が魂は今や光明を見出し、神の啓示により自分はヨーロッパの調停者という使命を帯びることとなった」と断言するようになった。
こうしてナポレオンの失墜後、ヨーロッパ最強の君主となったアレクサンドル1世は、ヨーロッパに新たな国際秩序を再建すべく「ヨーロッパの救済者」としての自負を持ってウィーン会議に臨んだ。アレクサンドル1世は列強の首脳たちに対してキリスト教精神に基づく「神聖同盟」構想を発表し、これは最終的には実現を見たが、彼の神秘主義的、敬虔主義的態度は、列強首脳の冷笑と不信、猜疑心を募らせることとなった。アレクサンドル1世は真剣ではあったが、それ故に列強首脳は神聖同盟を言葉通り受け取ることはなく、ロシアの一層の覇権確立のための手段と受け取っていた。また、ヨーロッパやロシア国内の自由主義者たちは、彼の言動は偽善に過ぎないと受けとめていた。これに対して、アレクサンドル1世はロシア国内の反対を制し1815年にポーランド立憲王国を復興し、ポーランドに対して憲法を与え、国会の開会を勅許した。また1809年に獲得したフィンランドもフィンランド大公国として承認され初代大公となった。ただスウェーデン王太子ベルナドットのフランス王への推戴は反発もあって取り下げた。

### 反動と死
1818年頃からアレクサンドル1世の政治的見解には変化が生じていった。ナポレオン戦争に従軍した青年将校の一部は、西欧の進歩に衝撃を受けるとともに祖国の遅れを痛感するようになった。こうした一部の近衛士官は急進化し、革命による共和制樹立、さらには皇帝暗殺の密議を謀る者まで現れた（パーヴェル・ペステリ、ピョートル・カホフスキー、A.I.ヤクボーヴィチなど）。
このような動きが当局によって露見すると、アレクサンドル1世はそれまでの自由主義的政治思想をかなぐり捨てた。対外的には、エクス・ラ・シャペル（アーヘン）でオーストリア宰相メッテルニヒと会談し、親交を結んだ。その後、メッテルニヒに強く影響されるようになり、ナポリ、及びピエモンテで革命が勃発したのを契機にフランス、ドイツ、ロシア国内に動揺が波及するに及んで、一挙に反動化していった。
1820年10月、トロッパウ（現在のオパヴァ（w:Opava））で行われた会議に出席し、自由主義運動を弾圧するために相互に内政干渉ができると定めたトロッパウ議定書（Troppau Protocol）に署名した。1821年にはライバッハ（現在のリュブリャナ）で行われた同様の会議に出席した。この時にオスマン帝国からギリシャ人が独立を目指して反乱を起こしたという報に接したアレクサンドルは、この時から死ぬまで、オスマン帝国から正教会の守護者としての立場とヨーロッパにおける神聖同盟という夢想を抱え、絶えず不安に揺れ動くこととなる。当初は、メッテルニヒに巧みに操られ、ヨーロッパ同盟に重きを置きつつ、正教十字軍の構想とを融合させるべく努力を重ねた。
ロシア国内では、アレクサンドル1世の宗教的「啓蒙主義」の国内普及という考えは、国家主義、反動政治となって展開された。1817年に文部省を宗務と統合し、ゴリツィン公爵を新設された啓蒙宗務教育に任命した。ゴリツィン公については自由主義者との評価・解釈がある一方で、1819年から1821年にかけ新設された帝国大学の閉鎖や、学校教育における自然法、倫理学、論理学の禁止と聖書教育の徹底という反動政策が行われた。
ゴリツィン公は以上のような教育における反動主義の実行者であったが、ゴリツィン公でさえも、ロシア正教会からは自由主義的と異端視される傾向があった。アレクサンドル1世の寵臣で元陸軍大臣のアレクセイ・アラクチェーエフ伯爵と権力闘争を繰り広げることとなる。アレクサンドル1世は両者を使い分け均衡を保っていたが、権力闘争の結果ゴリツィン公は敗れ、辞職を余儀なくされた。アラクチューエフは大臣会議、国家評議会、皇帝官房を掌握し、事実上国政を壟断した。アラクチューエフは無知で残忍かつ卑屈であったが、アレクサンドル1世には忠実で、ナポレオン戦争後の破綻した国家財政再建策として屯田村を創設したが、結果は惨憺たるものに終わった。

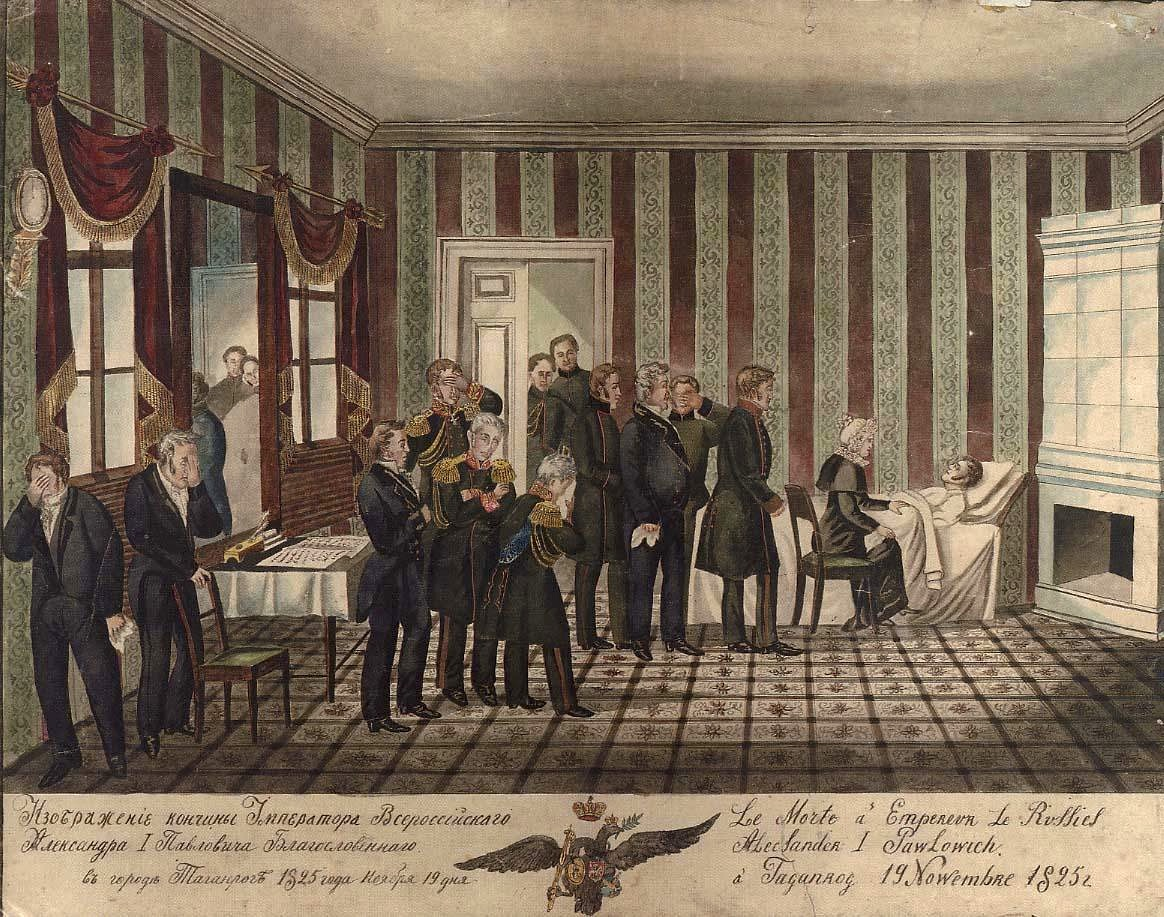
1825年、アレクサンドル1世は行幸中のタガンログ離宮で急逝した

青年将校らの秘密結社は急進化していった。アレクサンドル1世は、こうした秘密結社の動きを把握していたと言われるが、晩年になり全てに無関心に陥るようになっていった（鬱病の可能性が指摘されている）。国事行為から次第に身を引くようになり、国政はアラクチェーエフ伯に任せて引きこもりがちとなった。また宮廷に聖職者を招き、キリスト教信仰に救いを求めた。
1825年9月、アレクサンドル・ネフスキー大修道院を訪問し、致命者的な苦行を自らに課していた老アレクセイと親しく会見した。その後、皇后を伴い黒海沿岸のタガンログ離宮に行幸する。11月熱病（重い丹毒（傷口から細菌が入って起こる化膿性の感染症で、高熱を伴う）に罹り、快癒することなく11月19日崩御した。47歳没。死因は腸チフスであろうと考えられている。

## 人物と評価
性格は多くの美点を持った人物だった。美男子で愛嬌に富み、友情に厚く社交性に富み、ウィーン会議ではその人となりと華麗な立ち居振る舞いからひときわ目立った。他人の言葉に良く耳を傾けていたが、一方でそれは青年期まで受けた教育の影響で、優柔不断かつ曖昧な態度となって終始した。
ナポレオンはアレクサンドル1世の人物を早くから見抜き「北方のタルマ（フランソワ・ジョゼフ・タルマ、当時の有名な俳優）」、「ビザンツ時代のギリシャ人」と呼び、「知性、優雅さ、教育を備えている。彼は魅力的だが、彼を信頼することはできない。彼は真心が無い。帝国衰退の時代のこのビザンツ人は抜け目なく、偽善的で狡猾である。」と評していた。
アレクサンドル崩御後のロシアには、スパイと秘密警察、不明瞭な帝位継承法、離反する軍隊、武装蜂起の絶えざるポーランド、偽善によってむしばまれた教育制度と、社会の変化とともに問題が増大していったロシア正教会、破綻する経済と社会の遅れを象徴する農奴制が遺された。アレクサンドルの崩御によって帝位は空位となり、この空隙を狙ってデカブリストの乱が引き起こされることとなる。
モスクワが炎上したことをきっかけに、アレクサンドル1世は敬虔主義的「改宗」という意識面での変容を遂げたとされる。もっぱら教会スラヴ語によっていた聖書のロシア語訳を進めさせ、「聖書協会」を通じてその普及に努めた。ただし、アレクサンドル1世は正教にはそれほど関心を持たず、モラヴィア兄弟団やドイツ神秘主義と接触しクエーカーをロシアに招待するなど、西方への関心が顕著であった。皇帝の正教会に対する無関心は、19世紀におけるロシア正教会の問題の増大と解決の遅延を結果的にもたらすこととなった。

## 関連文献
- 塚本哲也『メッテルニヒ』文藝春秋、2009年。ISBN 978-4-16-371920-7。
- Аммон Ф. Г. В фаворе у кесаря: Александр I и Аракчеев
- アンリ・トロワイヤ『アレクサンドル一世　ナポレオンを敗走させた男』工藤庸子訳、中公文庫、1988年、改版2003年